# Hoosick Falls
Hoosick Falls es una villa ubicada en el condado de Rensselaer en el estado estadounidense de Nueva York. En el año 2000 tenía una población de 3,436 habitantes y una densidad poblacional de 771.3 personas por km².

## Geografía
Hoosick Falls se encuentra ubicada en las coordenadas 42°53′54″N 73°20′11″O / 42.89833, -73.33639.

## Demografía
Según la Oficina del Censo en 2000 los ingresos medios por hogar en la localidad eran de $36,731, y los ingresos medios por familia eran $45,829. Los hombres tenían unos ingresos medios de $33,750 frente a los $23,313 para las mujeres. La renta per cápita para la localidad era de $18,062. Alrededor del 7.9% de la población estaban por debajo del umbral de pobreza.